# Rakaia pauli
Rakaia pauli – gatunek kosarza z podrzędu Cyphophthalmi i rodziny Pettalidae.

## Biotop
Gatunek ten bytuje w ściółce drzew liściastych.

## Występowanie
Jak wszyscy przedstawiciele rodzaju jest endemitem Nowej Zelandii. Występuje na Wyspie Południowej w środkowej części regionu Canterbury.